# KS Korabi
KS Korabi – albański klub piłkarski, mający siedzibę w mieście Peshkopia na wschodzie kraju.

## Historia
Chronologia nazw:
- 1930: Bashkimi Dibran Peshkopi
- 1945: Shoqeria Sportive Korabi
- 1949: KS Peshkopi
- 1951: Puna Peshkopi
- od 1958: Korabi Peshkopi

Klub piłkarski Bashkimi Dibran Peshkopi został założony w miejscowości Peshkopia w roku 1930. W 1936 zespół startował w pierwszej lidze (II poziom), gdzie zmagał się w grupie B wraz z Devolli Bilisht, a zwycięzcą grupy został KS Shkumbini. W 1944 roku klub został rozwiązany, ale już w 1945 ponownie organizowany pod nazwą Shoqeria Sportive Korabi. W 1949 roku zmienił nazwę na Klubi Sportiv Peshkopi i startował w pierwszej lidze po raz kolejny. Zespół zwyciężył w jednej z 13 grup regionalnych, jednak w barażach nie zakwalifikował się do czołowej trójki. W 1951 nastąpiła zmiana nazwy klubu na Puna Peshkopi. W 1958 przyjął obecną nazwę Korabi Peshkopi. W 1961 zajął 2 miejsce i po raz pierwszy w historii awansował do Superligi. Sezon debiutowy 1962/63 był nieudanym i klub z powrotem spadł do pierwszej ligi.
W okresie od 1963 do 2004 roku grał w pierwszej lidze, a w latach 2004-2015 – w drugiej. W sezonie 2014/15 klub zajął pierwsze miejsce i awansował do pierwszej ligi. Następnie w swoim pierwszym sezonie 2015/16 wygrał swoją grupę i powrócił do Superligi po 54 latach nieobecności.

## Sukcesy

### Rozgrywki krajowe
| \| \| Zdobyte trofea w rozgrywkach Albanii (stan na: 31-05-2016) \| |                                                            |      |                                                                              |
| Rozgrywki                                                           | Osiągnięcie                                                | Razy | Sezon(y)                                                                     |
| Mistrzostwo                                                         | I miejsce                                                  | 0    |                                                                              |
| Mistrzostwo                                                         | II miejsce                                                 | 0    |                                                                              |
| Mistrzostwo                                                         | III miejsce                                                | 0    |                                                                              |
| Mistrzostwo                                                         | 12.miejsce                                                 | 1    | 1962/63                                                                      |
| Puchar                                                              | zdobywca                                                   | 0    |                                                                              |
| Puchar                                                              | finalista                                                  | 0    |                                                                              |
| Puchar                                                              | 1/8 finału                                                 | 10   | 1957, 1958, 1960, 1961, 1962/63, 1963/64, 1964/65, 1969/70, 1986/87, 1991/92 |
| II liga                                                             | I miejsce                                                  | 0    |                                                                              |
| II liga                                                             | II miejsce                                                 | 2    | 1961, 2015/16                                                                |
| II liga                                                             | III miejsce                                                | 0    |                                                                              |
| Albania                                                             | Zdobyte trofea w rozgrywkach Albanii (stan na: 31-05-2016) |      |                                                                              |

- 3.liga Mistrzostw Albanii:
  - mistrz (3): 1956, 1977/78, 1982/83
  - wicemistrz (1): 2014/15

## Stadion
Klub rozgrywa swoje mecze domowe na stadionie Korabi w Peshkopii, który może pomieścić 3000 widzów.

## Piłkarze
Stan na 16 kwietnia 2017:
| Nr | Poz. | Piłkarz              |
| -- | ---- | -------------------- |
|    | BR   | Ted Laço             |
|    | BR   | Endrit Prençi        |
|    | BR   | Agush Torba          |
|    | BR   | Xhuljan Torba        |
|    | BR   | Miroslav Vujadinović |
|    | OB   | Emiliano Çela        |
|    | OB   | Klajdi Hoxha         |
|    | OB   | Paolo Ivani          |
|    | OB   | Ervis Kaja           |
|    | OB   | Elvis Prençi         |
|    | OB   | Veton Shabani        |
|    | OB   | Arian Sheta          |
|    | PO   | Besmir Arifaj        |
|    | PO   | Aurel Bitri          |
|    | PO   | Dejvis Cangu         |

| Nr | Poz. | Piłkarz         |
| -- | ---- | --------------- |
|    | PO   | Alush Gavazaj   |
|    | PO   | Daniel Jubani   |
|    | PO   | Dejvis Kalemi   |
|    | PO   | Geraldo Kaloshi |
|    | PO   | Ergys Kraja     |
|    | PO   | Xhon Marinaj    |
|    | PO   | Gabriele Mezini |
|    | PO   | Sokol Mziu      |
|    | PO   | Ardit Peposhi   |
|    | PO   | Alfred Zefi     |
|    | NA   | Ardit Hoxhaj    |
|    | NA   | Emrush Kaloshi  |
|    | NA   | Armend Murrja   |
|    | NA   | Denis Peposhi   |